# Crise politique de 2021-2024 en Tunisie

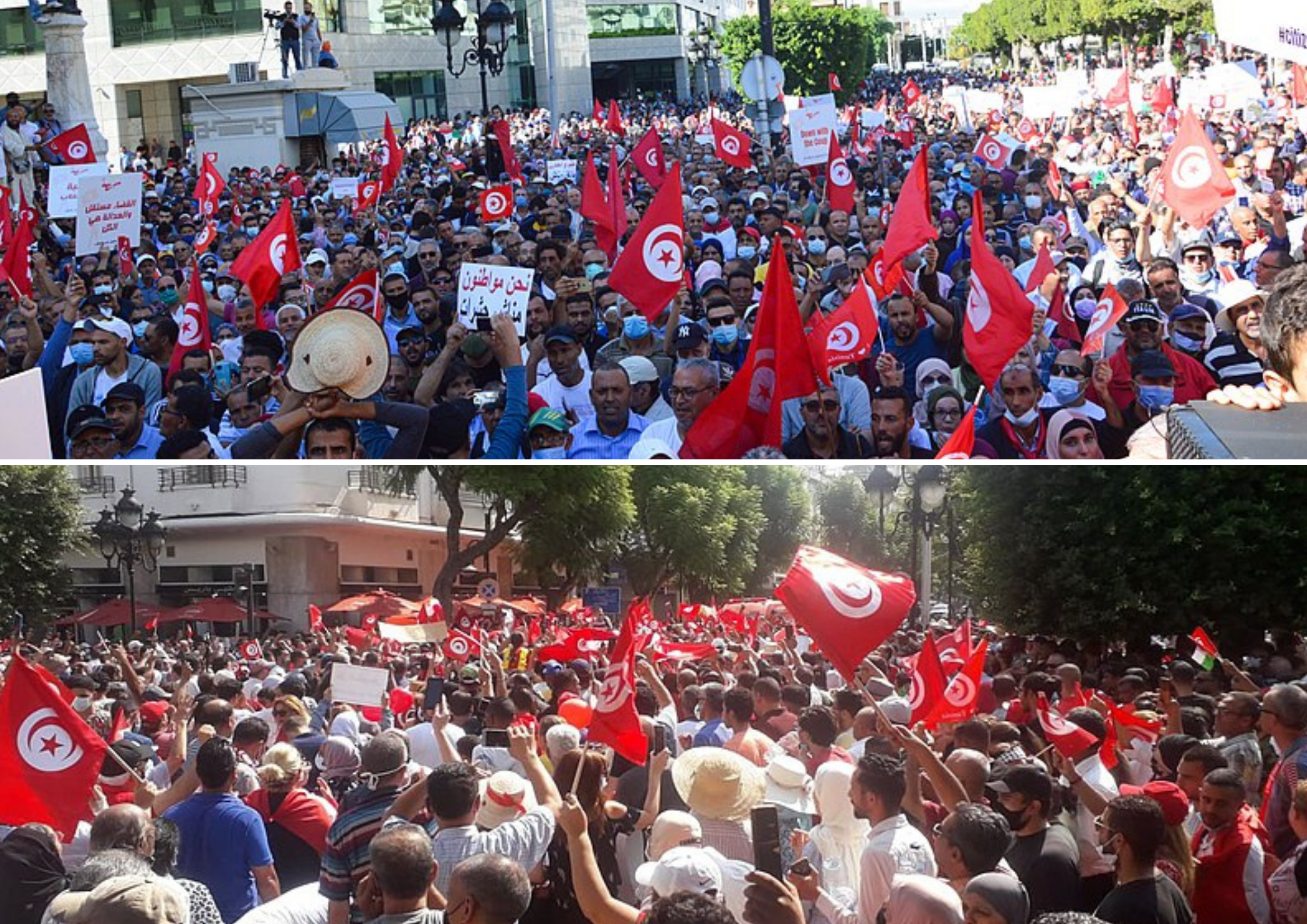
En haut : une manifestation anti coup d'État à Tunis, le 10 octobre 2021.
En bas : une manifestation pro-Kaïs Saïed à Tunis, le 3 octobre 2021.

La crise politique de 2021-2024 en Tunisie ou dérive autoritaire de Kaïs Saïed est une crise politique en cours en Tunisie entre le président Kaïs Saïed et son opposition politique autour de son invocation de l'article 80 de la Constitution pour obtenir les pleins pouvoirs par l'état d'exception et de la dissolution de la IIe législature de l'Assemblée des représentants du peuple, dominée par Ennahdha, puis de son remplacement du régime parlementaire par un régime présidentiel dans le cadre d'une prise de pouvoir puis de l'adoption d'une nouvelle Constitution suivie d'élections législatives largement boycottées par la population.

## Prélude
Le régime étant semi-présidentiel, Kaïs Saïed a une semaine après son investiture pour charger le parti arrivé en tête des législatives de former un gouvernement. Celui-ci a alors un mois pour obtenir la confiance de l'Assemblée des représentants du peuple. Le 15 novembre 2019, il désigne Habib Jemli, candidat d'Ennahdha, au poste de chef du gouvernement et le charge de former un cabinet. Le 10 janvier 2020, l'assemblée rejette la composition du gouvernement, qui a par ailleurs fait l'objet de retards lors de son annonce. Saïed dispose dès lors de dix jours pour désigner un nouveau chef du gouvernement. Le 20 janvier 2020, il désigne Elyes Fakhfakh.
Son gouvernement est annoncé le 15 février, mais Ennahdha, dont des ministres annoncés y figurent, annonce ne pas voter la confiance du fait de la non participation d'Au cœur de la Tunisie. Une version légèrement modifiée du gouvernement, mais sans la participation d'Au cœur de la Tunisie, est annoncée le 19 février ; Ennahdha, craignant une dissolution, accepte alors de voter la confiance. Le 27 février, l'Assemblée des représentants du peuple accorde la confiance au gouvernement.
Le 15 juillet 2020, Fakhfakh démissionne à la demande du président de la République (ce qui permet à ce dernier de choisir son successeur), après le dépôt d'une motion de censure par 105 députés, initiée par les membres d'Ennahdha — qui lui a retiré sa confiance la veille — et d'Au cœur de la Tunisie. Lors des jours précédents, Fakhfakh avait tenté de remplacer les ministres membres d'Ennahdha. Par ailleurs, alors que la Constitution permet au chef du gouvernement de remanier son gouvernement, le règlement intérieur de l'Assemblée des représentants du peuple exige un vote de confiance pour les nouveaux membres du gouvernement. Pour remplacer Fakhfakh, en l'absence de Cour constitutionnelle, alors que la Constitution est floue, il y a désaccord pour savoir si le prochain chef du gouvernement doit être désigné par le parti majoritaire ou par le président de la République. La présidence annonce cependant que le président de la République nommera un nouveau chef du gouvernement dans les dix jours. Le soir même, Fakhfakh limoge les ministres membres d'Ennahdha et confie leurs portefeuilles à des intérimaires. Le 25 juillet 2020, Kaïs Saïed désigne le ministre de l'Intérieur Hichem Mechichi, en charge de former un gouvernement,. Le 11 août, il propose de former un gouvernement composé uniquement d'indépendants. Le 24 août, il en dévoile la composition qui suscite les réserves d'Ennahdha et d'Au cœur de la Tunisie et compte huit femmes ainsi qu'un malvoyant. Le 2 septembre suivant, son gouvernement est investi par 134 voix contre 67 par l'Assemblée des représentants du peuple.
En janvier 2021, Hichem Mechichi annonce un remaniement ministériel portant sur onze portefeuilles et une modification de plusieurs fonctions gouvernementales. Les nouveaux ministres obtiennent la confiance de l'Assemblée des représentants du peuple mais le président Kaïs Saïed refuse de les recevoir pour la prestation de serment, invoquant des suspicions de corruption concernant des ministres et un non-respect de la Constitution en ce qui concerne la délibération du Conseil des ministres à propos du remaniement.
Le 9 avril 2021, selon un document non authentifié circulant sur les réseaux sociaux, lors de la visite d'État de Kaïs Saïed en Égypte pour rencontrer son homologue Abdel Fattah al-Sissi, une réunion secrète se serait tenue dans les locaux du service de renseignement général avec la conseillère du président, Nadia Akacha, et des membres du cabinet présidentiel ainsi que le ministre des Affaires étrangères Othman Jerandi en visioconférence. Il y est convenu de recevoir l'aide des services de renseignement égyptiens ainsi qu'un soutien financier des Émirats arabes unis afin d'évincer Ennahdha du pouvoir et d'obtenir les pleins pouvoirs. L'opposition dénonce plus tard une ingérence étrangère.
Le même mois, Saïed refuse de promulguer une loi organique relative à la mise en place d'une Cour constitutionnelle, arguant que les délais ont été dépassés. Il rejette également tout amendement constitutionnel relatif à ce sujet, arguant que la loi fondamentale ne peut être amendée sans l'aval de la Cour constitutionnelle. Il prône l'adoption d'un nouveau texte instituant un régime présidentiel et une démocratie directe pour le Parlement, ou un retour à la Constitution tunisienne de 1959.
En mai 2021, une publication de Middle East Eye annonce que le président compte invoquer l'article 80 de la Constitution pour obtenir les pleins pouvoirs par l'état d'exception,.

## Déroulement

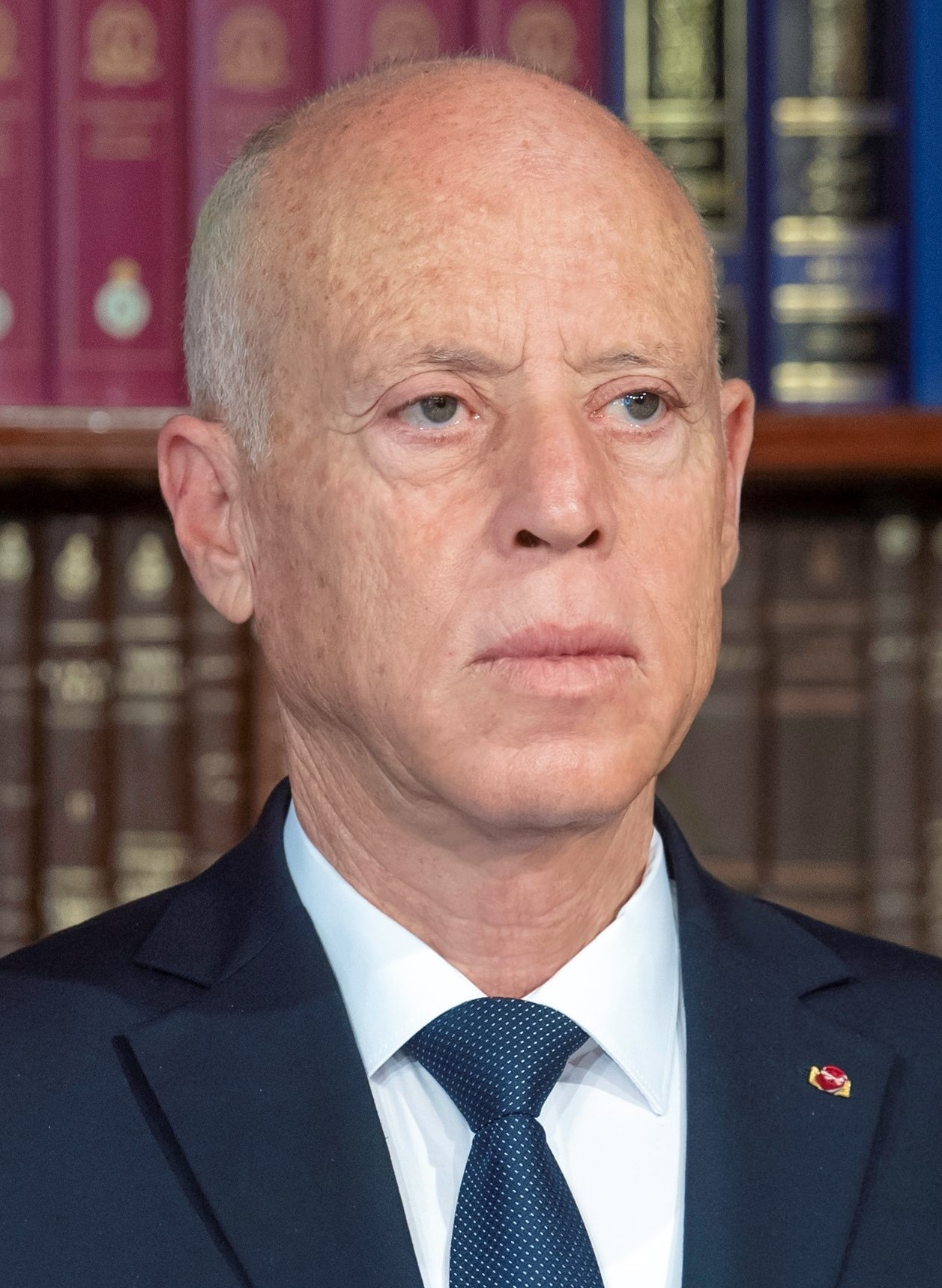
Kaïs Saïed en 2021.

Le jour de la Fête de la République, le 25 juillet 2021, des milliers de manifestants réclament la dissolution de l'Assemblée des représentants du peuple et un changement de régime. Ces rassemblements interviennent alors que s'aggrave la crise sanitaire liée à la pandémie de Covid-19. Le soir même, invoquant l'article 80 de la Constitution, Kaïs Saïed limoge le gouvernement Mechichi avec effet immédiat, en particulier Hichem Mechichi de ses attributions de chef du gouvernement et de ministre de l'Intérieur par intérim, annonce la suspension de l'assemblée — dont il lève l'immunité des membres —, la formation d'un nouveau gouvernement — qui sera responsable devant lui — et sa décision de gouverner par décrets ; il indique également qu'il présidera le parquet. Ennahdha dénonce aussitôt un « coup d'État ». Cette qualification de coup d'État est partagée par des analystes politiques et juristes, notamment en ce qui concerne la suspension des travaux parlementaires. Le lendemain, Kaïs Saïed démet de leurs fonctions le ministre de la Défense nationale, Brahim Bartagi, et la ministre de la Justice par intérim, Hasna Ben Slimane. Le 1er août, deux députés de la Coalition de la dignité ayant protesté contre les mesures du président Saïed sont arrêtés dans le cadre d'une « enquête de la justice militaire ».
Dans la nuit du 23 au 24 août, la présidence annonce la prolongation sine die de la suspension du Parlement. Le président doit suspendre la Constitution courant septembre 2021 puis soumettre au référendum une nouvelle mouture de la loi fondementale.
Le 22 septembre, il confirme par décret le prolongement des décisions ainsi que la dissolution de l'Instance provisoire chargée du contrôle de la constitutionnalité des projets de loi, et décide de suspendre les salaires et les bénéfices accordés au président de l'Assemblée des représentants du peuple et ses membres, et s'octroie le droit de gouverner par décret, récupérant de facto le pouvoir législatif,. Sa décision est critiquée par la plupart des partis, dont le Courant démocrate et Ennahdha, mais il conserve le soutien du Mouvement du peuple. Le 26 septembre, 2 000 personnes, majoritairement des partisans d'Ennahdha et de la Coalition de la dignité, manifestent contre ses décisions,.
Le 29 septembre, le président charge Najla Bouden de former un nouveau gouvernement. Elle devient de ce fait pionnière dans le pays ainsi que dans le monde arabe.
Le 3 octobre, des manifestations pro-Saïed rassemblent plus de 5 000 personnes.
Le 13 décembre 2021, le président Saïed annonce la tenue d'un référendum constitutionnel, prévu à l'été 2022.
Le 13 février 2022, le président Saïed publie le décret présidentiel n°11 pour dissoudre le Conseil supérieur de la magistrature et le remplacer par un nouvel organe provisoire,.
Le 30 mars, 120 députés, sous la présidence du deuxième vice-président de l'assemblée Tarek Fetiti, se réunissent lors d'une session virtuelle pour voter la fin des mesures d'exception en vigueur depuis le 25 juillet. Le jour même, Kaïs Saïed dissout le Parlement, ce qu'interdit pourtant la Constitution durant la période où l'état d'exception est appliqué, et menace les députés de poursuites judiciaires,.
Le 9 juin 2023, Zied Ghanney, dirigeant du Courant démocrate et député de l'Assemblée des représentants du peuple élue en 2019, est empêché de voyager en raison de sa participation à la session virtuelle de mars 2022 par le tribunal de première instance de Tunis.
La date du référendum constitutionnel est fixée au 25 juillet 2022, malgré les critiques de l'opposition. Le texte doit être publié d'ici le 30 juin après une consultation électronique du 15 janvier au 20 mars.
En avril 2023, Kaïs Saïed dément toute vacance du pouvoir après que le Front de salut national (principale coalition d'opposition) ait appelé le gouvernement à dévoiler les raisons de son absence dès le 22 mars, assurant avoir été informé qu'il avait eu des problèmes de santé.
En octobre 2024, à quelques jours du scrutin présidentiel, plusieurs manifestation ont lieu, à Tunis, les manifestants appelant au boycott de ce scrutin.

## Pressions sur les magistrats
Le 6 février 2022, le président Kaïs Saïed décide de dissoudre le Conseil supérieur de la magistrature, organisme indépendant chargé de nommer les juges, l'accusant d'être partial et au service de certains intérêts.
Le 1er juin 2022, il limoge 57 juges qu'il accuse d'actes répréhensibles, notamment d'obstruction à des enquêtes, de corruption et d'adultère. Bien que le Tribunal administratif ait annulé 49 de ces révocations, le ministère de la Justice refuse de rétablir les juges dans leurs fonctions.
Dans la nouvelle Constitution, on ne parle plus de pouvoir mais de fonction judiciaire.
Le 4 mars 2023, l'Association des magistrats tunisiens considère dans un communiqué que la magistrature tunisienne a subi d'énormes pressions par le pouvoir exécutif après les arrestations des activistes politiques, magistrats, avocats, syndicalistes et journalistes,.

## Restrictions des libertés
Le 13 septembre 2022, le décret-loi no 54-2022 qui porte sur la cybercriminalité et la lutte contre les fausses informations est promulgué par le président Saïed. Jugé liberticide,, il prévoit de lourdes peines d'emprisonnement, en utilisant des termes ambigus tels que « fausses nouvelles », et octroie aux autorités de larges pouvoirs pour contrôler l'utilisation d'Internet et récupérer des données personnelles au motif vague que ces données peuvent « aider à révéler la vérité » ou que « la nécessité de l'enquête l'exige » concernant une infraction présumée.
Le 3 mai 2023, à la suite de la publication du classement mondial de la liberté de la presse par Reporters sans frontières, la Tunisie dégringole au 121e rang sur 180 ; le pays a perdu 48 places en deux ans. Le lendemain, le Syndicat national des journalistes tunisiens (en) déclare que 17 procès ont été intentés à l'encontre des journalistes pour avoir exprimé une opinion ou une position politique.
Le 11 juillet 2023, l'Organisation mondiale contre la torture porte plainte contre la Tunisie pour traitement inhumain imposé aux migrants.
Le 3 janvier 2024, la députée Fatma Mseddi déclare espérer que le président Saïed « soit plus dictateur ».
Le 17 mai, Human Rights Watch dénonce « une escalade de la répression gouvernementale et des actions visant à museler la liberté d'expression, à poursuivre les dissidents et à réprimer les migrants »,.

## Arrestations
Accusée de complot contre la sûreté de l'État, d'atteinte à l'ordre public et d'outrage au président de la République, la journaliste Chadha Hadj Mbarek, arrêtée début octobre 2021, reste détenue en janvier 2024,.
Quelques jours après le second tour des élections législatives de 2022-2023, Anis Kaabi, secrétaire général du syndicat des autoroutes, est arrêté par la police. Dans une vidéo, le chef de l'État dénonce « ceux qui bloquent les routes et menacent de bloquer des autoroutes », estimant qu'ils « ne doivent plus bénéficier de l'impunité [...] Le droit syndical est garanti par la Constitution mais ne peut devenir une couverture à des fins politiques ».
À partir de février 2023, on recense l'arrestation de 28 personnalités politiques, dont des dirigeants de partis. Tous sont poursuivis dans trois affaires distinctes, selon leur appartenance politique, pour de graves motifs, qui vont de l'« atteinte la sécurité de l'État » à l'« accointance avec des puissances étrangères », en passant par l'« intention de modifier la nature du régime ». Le 13 février, une série d'arrestations ont lieu dont celles de Noureddine Bhiri (ancien ministre appartenant au parti Ennahdha), ainsi que Kamel Eltaïef (ancien proche du président Ben Ali), Noureddine Boutar (patron de la radio Mosaïque FM) et divers autres opposants politiques, tous étant accusés de « complot contre l'État ». Le lendemain, le haut-commissaire des Nations unies aux droits de l'homme, Volker Türk, fait part de son inquiétude face à « l'aggravation de la répression en Tunisie ». Le 22 février, une autre vague d'arrestations a lieu incluant plusieurs membres du Front de salut national dont Chaïma Issa et Issam Chebbi, accusés de « complot contre l'État »,.
Le 17 avril, les autorités arrêtent le chef d'Ennahdha, Rached Ghannouchi, qui dirigeait le Parlement dissous en juillet 2021 par Kaïs Saïed.
Le 3 octobre, Abir Moussi est arrêtée devant le palais présidentiel de Carthage lorsqu'elle venait déposait des recours contre des décrets présidentiels puis placée en détention,.
Le 19 février 2024, à la suite d'une interview au journal arabophone Assabah et à une plainte du ministre de l'Agriculture, le président du conseil de l'ordre des médecins vétérinaires tunisien est arrêté.
En mai, la dissimulation du drapeau tunisien lors d'une compétition de natation, conformément aux sanctions de l'Agence mondiale antidopage, provoque l'ire du président Saïed, qui dénonce un « crime odieux ». À la suite de cela, le président de la Fédération tunisienne de natation, le directeur général de l'Agence nationale antidopage et sept autres personnes sont arrêtés et poursuivis pour « complot contre l'État », risquant ainsi la peine de mort.
Entre les 3 et 13 mai, les forces de sécurité arrêtent deux avocats, dont Sonia Dahmani, et deux journalistes, ainsi qu'au moins cinq membres d'au moins trois organisations non gouvernementales légalement enregistrées et travaillant sur la migration, l'asile et la justice raciale : Mnemty, le Conseil tunisien pour les réfugiés et Terre d'asile Tunisie.
Deux chroniqueurs, poursuivis en vertu d'une loi sur les « fausses informations » pour avoir critiqué le pouvoir du président Saïed, sont condamnés le 22 à un an de prison chacun.
Le 27 décembre 2024, un groupe de travail du Conseil des droits de l'homme des Nations unies affirme dans un avis concernant huit Tunisiens détenus dans l'affaire du complot contre la sureté de l'État (Jaouhar Ben Mbarek, Ghazi Chaouachi, Chaïma Issa, Ridha Belhaj, Lazhar Akremi, Issam Chebbi, Khayam Turki et Abdelhamid Jelassi (ar)) qu'ils ont été victimes de détention arbitraire.

## Analyse
Des analystes comparent l'exercice du pouvoir de Saïed à la doctrine de Carl Schmitt au sujet de son antiparlementarisme, de la promotion des plébiscites et du rapport du dirigeant au peuple,.

## Réactions

### Nationales
- L'ancien président Moncef Marzouki qualifie les actions du président de « coup d'État » clair et indique que « l'idée principale que nous avons en écrivant la Constitution est de dire que le président n'est plus le gars qui a tout le pouvoir [...] La Tunisie était censé être une success story dans le monde arabe. Mais ce n'est plus une success story. Mais permettez-moi de vous rappeler que nous vivons cette crise politique au milieu de la pire crise sanitaire que nous ayons jamais connue en Tunisie ».
- Plusieurs partis d'opposition auraient lancé des appels à un gouvernement d'union nationale comme seule solution.
- Un Front de salut national composé de partis et mouvements tels que Ennahdha, Au cœur de la Tunisie, la Coalition de la dignité, Hizb el-Harak, Al Amal ainsi que des groupes de « citoyens contre le coup d'État » est formé[86].

### Internationales
- France : Le ministère des Affaires étrangères émet une déclaration le 26 juillet 2021 indiquant que la France souhaite le respect de l'État de droit et le retour, dans les meilleurs délais, au fonctionnement normal des institutions. La France appelle toutes les forces politiques à préserver les avancées démocratiques acquises[87].
- Allemagne : Maria Adebahr, porte-parole du ministère des Affaires étrangères, publie un communiqué indiquant que « la démocratie a pris racine en Tunisie depuis 2011 », mais que l'Allemagne était « très inquiète », ajoutant : « Nous ne voulons pas parler de coup d'État. Il est important de revenir à l'ordre constitutionnel le plus rapidement possible. Nous allons certainement essayer de discuter [de la situation] avec l'ambassadeur de Tunisie à Berlin, et notre ambassadeur à Tunis est prêt à engager des discussions »[88].
- Koweït : Le ministre des Affaires étrangères (en) Ahmad Nasser Al-Mohammad Al-Sabah déclare qu'il s'était entretenu avec le ministre tunisien des Affaires étrangères au sujet des récents développements[89].
- Qatar : La Qatar News Agency cite une déclaration du ministère des Affaires étrangères : « Le Qatar espère que les parties tunisiennes adopteront la voie du dialogue pour surmonter la crise ».
- Russie : Le porte-parole du Kremlin, Dmitri Peskov, déclare que la Russie surveille les développements et que « nous espérons que rien ne menacera la stabilité et la sécurité de la population de ce pays ».
- Arabie saoudite : Le ministre des Affaires étrangères Faisal bin Farhan Al Saud (en) déclare qu'il s'était entretenu avec le ministre tunisien des Affaires étrangères Othman Jerandi, et qu'il « a souligné le souci du royaume pour la sécurité et la stabilité de la Tunisie, et soutient tout ce qui permettrait d'y parvenir ».
- Espagne : Le ministère des Affaires étrangères publie un communiqué déclarant qu'il suit avec « préoccupation » les derniers développements en Tunisie tout en appelant au « calme et à la stabilité » et au « fonctionnement régulier des institutions, avec le respect de l'État de droit et des libertés et droits politiques »[90],[91].
- Turquie : Le ministère turc des Affaires étrangères se déclare profondément préoccupé, ajoutant que « la préservation des acquis démocratiques de la Tunisie, qui est une réussite en termes de processus démocratique mené conformément aux attentes des populations de la région, est d'une grande importance pour la région ainsi que pour la Tunisie ». Le porte-parole du président Recep Tayyip Erdoğan, Ibrahim Kalin, publie un message sur Twitter : « Nous rejetons la suspension du processus démocratique et le mépris de la volonté démocratique du peuple dans la Tunisie amie et fraternelle. Nous condamnons les initiatives qui manquent de légitimité constitutionnelle et de soutien public. Nous pensons que la démocratie tunisienne sortira plus forte de ce processus ».
- États-Unis : La porte-parole de la Maison-Blanche, Jen Psaki, déclare que les États-Unis sont « préoccupés » par les développements, déclarant en outre : « Nous sommes en contact à un niveau supérieur de la Maison-Blanche et du département d'État avec les dirigeants tunisiens pour en savoir plus sur la situation. Nous appelons au calme et soutenons les efforts tunisiens pour aller de l'avant dans le respect des principes démocratiques [...] Il y a eu beaucoup de développements même au cours des dernières 24 heures, nous nous tournerons vers le département d'État pour effectuer une analyse juridique avant de prendre une décision [de savoir s'il s'agit d'un coup d'État] ». William Lawrence de l'American University déclare qu'il n'y a aucun moyen de contrôler la constitutionnalité des actions du président, en tant que la Cour constitutionnelle requise par la Constitution de 2014 n'a pas été établie en raison d'un manque de consensus entre les différents niveaux de gouvernement[92].

### Médias
- Al Jazeera déclare que son bureau tunisien avait été perquisitionné par les forces de sécurité le 26 juillet et que des journalistes avaient été expulsés du pays[93].
- Amnesty International appelle le gouvernement à « s'engager publiquement à respecter et à protéger les droits humains, y compris les droits à la liberté d'expression, d'association et de réunion pacifique ». Avec Reporters sans frontières, l'organisation condamne le raid sur Al Jazeera[94].

### Supranationales
- Ligue arabe : La Ligue arabe publie une déclaration, déclarant entre autres que « la [...] Ligue exhorte la Tunisie à traverser rapidement la phase de turbulence actuelle, à rétablir la stabilité et le calme et la capacité de l'État à travailler efficacement pour répondre aux aspirations et aux exigences du peuple ».
- Union européenne : Une porte-parole de la Commission européenne déclare : « Nous suivons de près les derniers développements en Tunisie, appelons tous les acteurs tunisiens à respecter la Constitution, ses institutions et l'État de droit. Nous les appelons également à rester calme et d'éviter tout recours à la violence afin de préserver la stabilité du pays ». Le 16 mars 2023, le Parlement européen adopte une résolution où il déclare être profondément préoccupé par la dérive autoritaire de Kaïs Saïed et par son instrumentalisation de la situation socio-économique désastreuse de la Tunisie pour renverser la transition démocratique historique du pays. La résolution condamne aussi fermement son discours qualifié de raciste contre les migrants subsahariens et les attaques qui ont suivi[95].
- Le Fonds monétaire international propose de continuer à aider le pays à faire face aux retombées de la pandémie de Covid-19 : « La Tunisie continue de faire face à des pressions socio-économiques extraordinaires, notamment en raison de la pandémie de Covid-19, qui cause des pertes tragiques de vies humaines, et des aspirations non satisfaites des Tunisiens à une croissance plus élevée, riche en emplois et inclusive ». La Tunisie avait demandé un prêt de quatre milliards de dollars sur trois ans « pour aider à stabiliser la position de sa balance des paiements après que le déficit de son compte courant s'est creusé à 7,1 % du PIB l'année dernière ».
- Nations unies : Un porte-parole du secrétaire général António Guterres, Farhan Haq, appelle les deux parties à « faire preuve de retenue, à s'abstenir de toute violence et à veiller à ce que la situation reste calme. Tous les différends et désaccords doivent être résolus par le dialogue ».